# 静岡市出身の人物一覧
静岡市出身の人物一覧（しずおかししゅっしんのじんぶついちらん）は、静岡県静岡市出身の人物、ゆかりのある人物の一覧である。

## 歴史的人物
- 聖一国師（禅僧。東福寺を開山、静岡茶の始祖、博多祇園山笠の起源）
- 南浦紹明（禅僧。大応国師）
- 今川義元（戦国大名）
- 松平信康（徳川家康の長男）
- 十返舎一九（絵師、作家。『東海道中膝栗毛』作者）
- 清水次郎長（侠客）
- 山田長政（貿易商、アユタヤー日本人町統領）

## 政財界

### 政治家・官界
- 倉田哲郎（政治家、元箕面市長）
- 遠山敦子（元文部科学大臣、元駐トルコ大使、元文化庁長官）
- 上川陽子（法務大臣）第3・4次安倍内閣
- 望月義夫（環境大臣）第3次安倍内閣
- 田辺信宏（静岡市長）
- 河村孝（東京都三鷹市長）
- 浅川雅嗣（アジア開発銀行総裁、元財務官）
- 出野勉（静岡県副知事、元富士山静岡空港社長）
- 大村慎一（地域力創造審議官、静岡県副知事）

### 経済界
- 青島次郎（青島文化教材社創業者）
- 稲木亀次郎（製革業、静岡屠場監査役）
- 稲木芳雄（稲木商店、皮革骨脂製造販売業）
- 見城徹（幻冬舎社長）
- 伊東孝紳（本田技研工業社長）
- 大石光之助（静岡新聞社初代社長・静岡放送創設者）
- 大滝令嗣（マーサー・ヒューマン・リソース・コンサルティング日本法人会長兼アジア地域代表、早稲田大学教授）
- 6代目鈴木與平（鈴与創業者、貴族院議員）
- 長谷川至（ヤマハ発動機社長）
- 横山進一（住友生命保険社長、生命保険協会会長）
- 田宮俊作（タミヤ会長兼社長）
- 手塚圭子（TBCグループ社長、美容研究家、医学博士、第9代ミス日本）
- 戸田裕一（博報堂社長、博報堂DYホールディングス会長兼CEO）
- 中川真佐志（オリエンタル酵母工業社長、日本イースト工業会会長）
- 仲本千津（社会起業家、RICCI EVERYDAY共同創業者兼代表取締役COO）
- 前山亜杜武（IMSグループ経営者）
- 海野三次郎（戦前台湾の実業家。海野組創業者）
- 大川祐介（ユニオンテック株式会社 代表取締役社長）

## 学術

### 自然科学系、技術者
- 内山義英（エンジニア）
- 剣持秀紀（音声合成技術VOCALOIDの開発リーダーであり「VOCALOIDの父」として知られる）
- 嶋正利（マイクロプロセッサIntel 4004の設計開発者の1人）
- 杉山彦三郎（日本茶の品種「やぶきた」の育成者）
- 鈴木由美子（化学者。上智大学理工学部准教授）
- 長谷川博（動物生態学者、アホウドリ研究者）
- 田中章 - 環境学者、東京都市大学教授。

### 人文科学系、言論界
- 太田哲三（会計学者。一橋大学名誉教授、監査法人太田哲三事務所（現新日本有限責任監査法人）設立者）
- 和田春樹（社会科学者。東京大学名誉教授）
- 伊藤元重（経済学者。東京大学教授）
- 堺鉱二郎（労働法学者。作新学院大学教授）
- 齋藤孝（教育学者。明治大学教授）
- 宮城啓子（刑事訴訟法学者。筑波大学教授、司法試験考査委員）
- 小和田哲男（文学博士。戦国史研究の第一人者として知られる。静岡大学教授）
- 重松宗育（英文学者。静岡大学名誉教授）
- 鈴木佑治（英文学者。慶應義塾大学名誉教授）
- 小林丈広（歴史学者。同志社大学教授）
- 鈴木一敏（国際政治学者。上智大学教授）
- 影山健（体育学者。愛知教育大学名誉教授）
- タキエ・スギヤマ・リブラ（人類学者。ハワイ大学名誉教授）
- 竹内宏（経済評論家）
- 池上洋通（ジャーナリスト）
- 今井義典（ジャーナリスト）

## 作家・芸術家
- 天野喜孝（画家）
- 石垣純哉（メカニックデザイナー）
- いとう斗士八（脚本家）
- 稲葉蛟児（映画監督）
- 臼井儀人（漫画家。育ちは春日部市）
- 海野厚（作詞家、代表作：背くらべ）
- 海野光弘（木版画家、代表作：縁通し）
- ウンノヨウジ（映画監督）
- 小川三知（ステンドグラス工芸家。1868年～1928年）
- さくらももこ（漫画家）
- 佐藤寿保（映画監督）
- 実石沙枝子（作家）
- しりあがり寿（漫画家）
- 杉山奈津子（著作家、学習塾経営者、イラストレーター、心理カウンセラー）
- 杉浦俊香（日本画家、哲学者）
- 鈴木忠志（演出家、劇団SCOT主宰）
- 鈴木利宗（ルポライター）
- 涼元悠一（作家）
- 瀬名秀明（作家）
- 芹沢銈介（染色工芸家。人間国宝）
- 野田努（音楽ライター）
- 初野晴（作家）
- はやのん（漫画家）
- 彫千代（彫師）
- 牧野宗則（木版画家）
- 村松友視（“視”は旧字体で、“示見”の一字）（作家）
- 森麗子（手芸家）
- 金原千恵子（ヴァイオリニスト）
- 浜野佐知（映画監督。生まれは徳島）

## マスコミ
- 石田和外（静岡朝日テレビアナウンサー）
- 梅島三環子（仙台放送アナウンサー）
- 大原裕美（元テレビ神奈川アナウンサー）※静岡放送から移籍。現在フリーアナウンサー。
- 久保田祐佳（NHK東京アナウンス室アナウンサー）
- 小沼みのり（元岡山放送アナウンサー、元静岡放送アナウンサー、現在フリーアナウンサー）
- 寺尾克彦（福島放送元アナウンサー）
- 堀友理子（朝日放送アナウンサー）
- 望月浩平（日本テレビ元アナウンサー）
- 山川静夫（元NHKアナウンサー）
- 土屋敏男（日本テレビ放送網編成局専門局長、LIFE VIDEO株式会社代表取締役社長）
- 小林豊（テレビ静岡代表取締役社長、元フジ・メディア・ホールディングス及びフジテレビジョン取締役）
- 袴田彩会（元東北放送アナウンサー、元TBSニュースバードキャスター）
- 古谷英一（TBSテレビ制作局バラエティ制作部ディレクター、プロデューサー）
- 八牧浩行（Record China代表及び主筆、元時事通信社常務取締役編集局長）
- 渡邊哲夫（元テレビ熊本アナウンサー、元静岡けんみんテレビアナウンサー、フリーアナウンサー、ボイスワークス（東京）代表）
- 相川香（元静岡けんみんテレビアナウンサー、フリーアナウンサー、ボイスアルファ所属）
- 佐々木（木山）民奈子（元山形放送アナウンサー、舎鐘所属）
- 望月貴史（元エフエム鹿児島アナウンサー、元エフエム青森アナウンサー）

## 芸能
- 浅茅陽子（俳優）
- 明日海りお（元宝塚歌劇団花組トップスター）
- 荒木美保（ミュージカル俳優）
- アンドーひであき（ものまねタレント）
- 石川亜沙美（俳優、モデル）
- 石田洋介（シンガーソングライター）
- 今村雅美（俳優）
- 江口由起（女優）
- 大沼啓延（テレビキャスター）
- 岡本夏生（タレント）
- 小野友樹（声優）
- 加藤貴子（女優）
- 加藤諒（俳優）
- 川瀬良子（タレント）
- 久保田利伸（歌手）
- 栗林みな実（歌手）
- 黒川真一朗（歌手）
- 近藤達成 (歌手 タレント ピンボール)
- 酒井美紀（タレント、女優、歌手）
- 佐藤ドミンゴ（ラジオDJ、俳優）
- 柴田英嗣（漫才師：アンタッチャブル）
- 柴田恭兵（俳優）
- 春風亭昇太 （落語家）
- 相馬理（俳優）
- そのまんま美川（ものまねタレント）
- 六代目宝井馬琴（講談師）
- 田中ちえ美（声優）
- 田辺鶴遊（講談師）
- 出口恵理（ミュージカル俳優）
- 電気グルーヴ / 関連：石野卓球・ピエール瀧（歌手）
- 徳重聡（俳優）
- TOMI（大道芸パフォーマー）
- NAOKI（歌手：LOVE PSYCHEDELICO）
- 南條愛乃（歌手、声優）
- 葉加瀬マイ（女優、タレント）
- バカボン鬼塚（ラジオDJ、ナレーター）
- 原田夏希（俳優）
- 原ひさ子（俳優）
- ハリウッドザコシショウ（お笑いタレント）
- 針谷桂樹（ナレーター）
- 平野貴大（俳優）
- 平川地一丁目（歌手）
- 広瀬アリス（女優、タレント、 ファッションモデル）
- 広瀬すず[1]（女優、タレント、 ファッションモデル）
- ピンク・レディー / 関連：未唯mie・増田惠子（タレント）
- 保阪尚希（俳優）
- 本間敏行（歌手：THE 虎舞竜）
- 松本長（能楽師）
- 美保純（タレント）
- 森理世（ミス・ユニバース2007優勝者）
- 桃華絵里（ファッションモデル、実業家）
- 山梨史奈（ミュージカル俳優）
- 吉岡聖恵（歌手：いきものがかり）
- 渡辺有菜（モデル、俳優）
- Yukiko（モデル、タレント）

## スポーツ選手

### 野球

#### 元選手
- 池谷公二郎
- 稲葉光雄
- 内田順三
- 大石大二郎
- 大久保学
- 小田義人
- 加藤康介
- 鈴木悳夫
- 竹下潤
- 袴田英利
- 深田拓也
- 藤波行雄
- 望月源氏
- 山﨑一玄
- 山崎隆広
- 山下大輔

#### 現役選手
- 岩崎優
- 杉山一樹
- 高橋駿
- 髙橋遥人
- 野村裕樹
- 森敬斗

### サッカー

#### 元選手
- 秋本倫孝
- 池田昇平
- 市川大祐
- 入江徹
- 大岩剛
- 大榎克己
- 大木武
- 太田恵介
- 風間八宏
- 木岡二葉
- 行徳浩二
- 久野智昭
- 小林弘記
- 斉藤俊秀
- 櫻田和樹
- 薩川了洋
- 鈴木啓太
- 杉山浩太
- 相馬直樹
- 高林佑樹
- 田中誠
- 長澤和明
- 鍋田亜人夢
- 西澤明訓
- 野澤洋輔
- 長谷川健太
- 服部年宏
- 早川知伸
- 半田悦子
- 平川忠亮
- 平野孝
- 平松康平
- 藤田俊哉
- 堀池巧
- 本田美登里
- 三浦文丈
- 三浦泰年
- 村松潤
- 望月一頼
- 望月重良
- 森勇介
- 山崎光太郎
- 山崎哲也
- 山西尊裕
- 横山拓也

#### 現役選手
- 青木翼
- 伊東輝悦
- 犬飼智也
- 大島僚太
- 大杉啓
- 狩野健太
- 川本梨誉
- 菊地直哉
- 北川航也
- 佐野裕哉
- 杉山力裕
- 永田充
- 成田恭輔
- 成岡輝瑠
- 西澤健太
- 三浦知良
- 水野晃樹
- 山本海人

### その他のスポーツ
- 潮丸元康（大相撲・元幕内力士、13代東関）
- 小笠原和彦（空手家、プロレスラー）
- タッド岡本（プロボクサー）
- 片井文乃（ボウリング選手・全日本ナショナルチーム）
- カルロス天野（プロレスラー）
- 島田智佐子（バスケットボール選手）
- 芹沢純一（JRA騎手）
- 畠山吉宏（JRA調教師）
- 高木省吾（プロレスラー）
- 高木虎之介（元F1ドライバー）
- 星野一義（元レーシングドライバー）
- 関谷正徳（元レーシングドライバー、1995年ル・マン24時間レースで日本人初の総合優勝）
- 三浦歩惟（バスケットボール選手・トヨタ自動車アンテロープス）
- 水鳥寿思（アテネオリンピック 体操団体 金メダリスト）
- 石橋慎太郎（競輪選手）
- 村本大輔（競輪選手）
- 山田未来（バスケットボール選手・日本航空JALラビッツ）
- 佐野淳哉（自転車競技・ロードレース選手）：旧 清水市
- 加賀谷千保（柔道選手）
- 白いん子（プロレスラー）
- 岡本理帆（柔道選手）

## 皇族
- 文仁親王妃紀子

## その他
- 菅真理子（内閣総理大臣夫人）
- 宮崎英孝（ゲームクリエイター、フロム・ソフトウェア代表取締役社長）

## 静岡市にゆかりのある人物
- 笹野甚四郎（藤相鉄道社長、共盛銀行頭取） - 住所が静岡市紺屋町。
- 西園寺公望（公家、政治家） - 現在の静岡市清水区興津に居（坐漁荘）を構えた。
- 椎名純平（シンガーソングライター）
- 椎名林檎（シンガーソングライター） - 2歳から12歳までの10年間を過ごす。
- 徳川家康（江戸幕府の初代征夷大将軍） - 8歳から19歳までの12年間、45歳から50歳の4年間、66歳から75歳までの10年間、通算で26年を過ごす。
- 徳川慶喜（江戸幕府の15代征夷大将軍） - 1868年から1897年までの29年間を過ごす。
- 吉井和哉（シンガーソングライター） - 5歳から歌手を目指し上京するまでを過ごす。
- 竹山修身（元大阪府堺市長） - 静岡大学在籍時代は静岡市に下宿。
- はじめしゃちょー（日本のYouTuber) - 静岡大学在籍時代から現在も静岡市に在住。
- 山田五郎（美術評論家、タレント、コラムニスト） - 両親が静岡市出身。
- 松岡功（東宝名誉会長） - 妻が現在の静岡市清水区出身。
  - 松岡宏泰（東宝社長） - 松岡功の長男。母が現在の静岡市清水区出身。
  - 松岡修造（元プロテニス選手） - 松岡功の次男。母が現在の静岡市清水区出身。
- 田中里衣（女優） - 母が現在の静岡市清水区出身。